# Deane Montgomery
Deane Montgomery (2 septembre 1909 - 15 mars 1992) est un mathématicien américain spécialisé en topologie qui est l'un des contributeurs à la résolution finale du cinquième problème de Hilbert dans les années 1950. Il est président de l'American Mathematical Society de 1961 à 1962.

## Biographie
Né dans la petite ville de Weaver, Minnesota, il obtient son BS de l'Université Hamline à St. Paul et sa maîtrise et son doctorat de l'Université de l'Iowa en 1933 sous la direction d'Edward Chittenden.
En 1941, Montgomery reçoit une bourse Guggenheim. En 1988, il reçoit le Prix Leroy P. Steele de l'American Mathematical Society pour l'ensemble de sa carrière.
Il est membre de l'Académie nationale des sciences des États-Unis et de l'Académie américaine des arts et des sciences.

## Ouvrages
- avec Léo Zippin :Montgomery et Zippin, « A theorem on Lie groups », Bull. Amer. Math. Soc., vol. 48, no 6,‎ 1942, p. 448–452 (DOI 10.1090/s0002-9904-1942-07699-3, MR 0006545)
- avec Léo Zippin :Montgomery et Zippin, « Two-dimensional subgroups », Proc. Amer. Math. Soc., vol. 2, no 5,‎ 1951, p. 822–838 (DOI 10.1090/s0002-9939-1951-0047669-0, MR 0047669)
- avec Léo Zippin :Montgomery et Zippin, « Small subgroups of finite-dimensional groups », Proc Natl Acad Sci U S A, vol. 38, no 5,‎ 1952, p. 440–442 (PMID 16589121, PMCID 1063582, DOI 10.1073/pnas.38.5.440, Bibcode 1952PNAS...38..440M)
- Deane Montgomery et Leo Zippin, Groupes de transformation topologique, Interscience Publishers, 1955[2].
- avec Hans Samelson et CT Yang :« Groups on En with (n-2)-dimensional orbits », Proc. Amer. Math. Soc., vol. 7, no 4,‎ 1956, p. 719–728 (DOI 10.1090/s0002-9939-1956-0078643-0, MR 0078643)
- avec CT Yang :Montgomery et Yang, « Orbits of highest dimension », Trans. Amer. Math. Soc., vol. 87, no 2,‎ 1958, p. 284–293 (DOI 10.1090/s0002-9947-1958-0100272-7, MR 0100272)